# Estorãos (Ponte de Lima)
Estorãos é uma povoação portuguesa sede da Freguesia de Estorãos do Município de Ponte de Lima, freguesia com 17,10 km² de área e 408 habitantes (censo de 2021), tendo, por isso, uma densidade populacional de 23,9 hab./km².
Pertenceu ao antigo couto de Bertiandos e mais tarde ao concelho do mesmo nome.

## Demografia
A população registada nos censos foi:
| Distribuição da População por Grupos Etários | Distribuição da População por Grupos Etários | Distribuição da População por Grupos Etários | Distribuição da População por Grupos Etários | Distribuição da População por Grupos Etários |
| -------------------------------------------- | -------------------------------------------- | -------------------------------------------- | -------------------------------------------- | -------------------------------------------- |
| Ano                                          | 0-14 Anos                                    | 15-24 Anos                                   | 25-64 Anos                                   | > 65 Anos                                    |
| 2001                                         | 67                                           | 68                                           | 241                                          | 137                                          |
| 2011                                         | 55                                           | 33                                           | 203                                          | 173                                          |
| 2021                                         | 28                                           | 41                                           | 168                                          | 171                                          |

## Património
- Ponte de Estorãos
- Ponte do Arquinho (Estorãos)

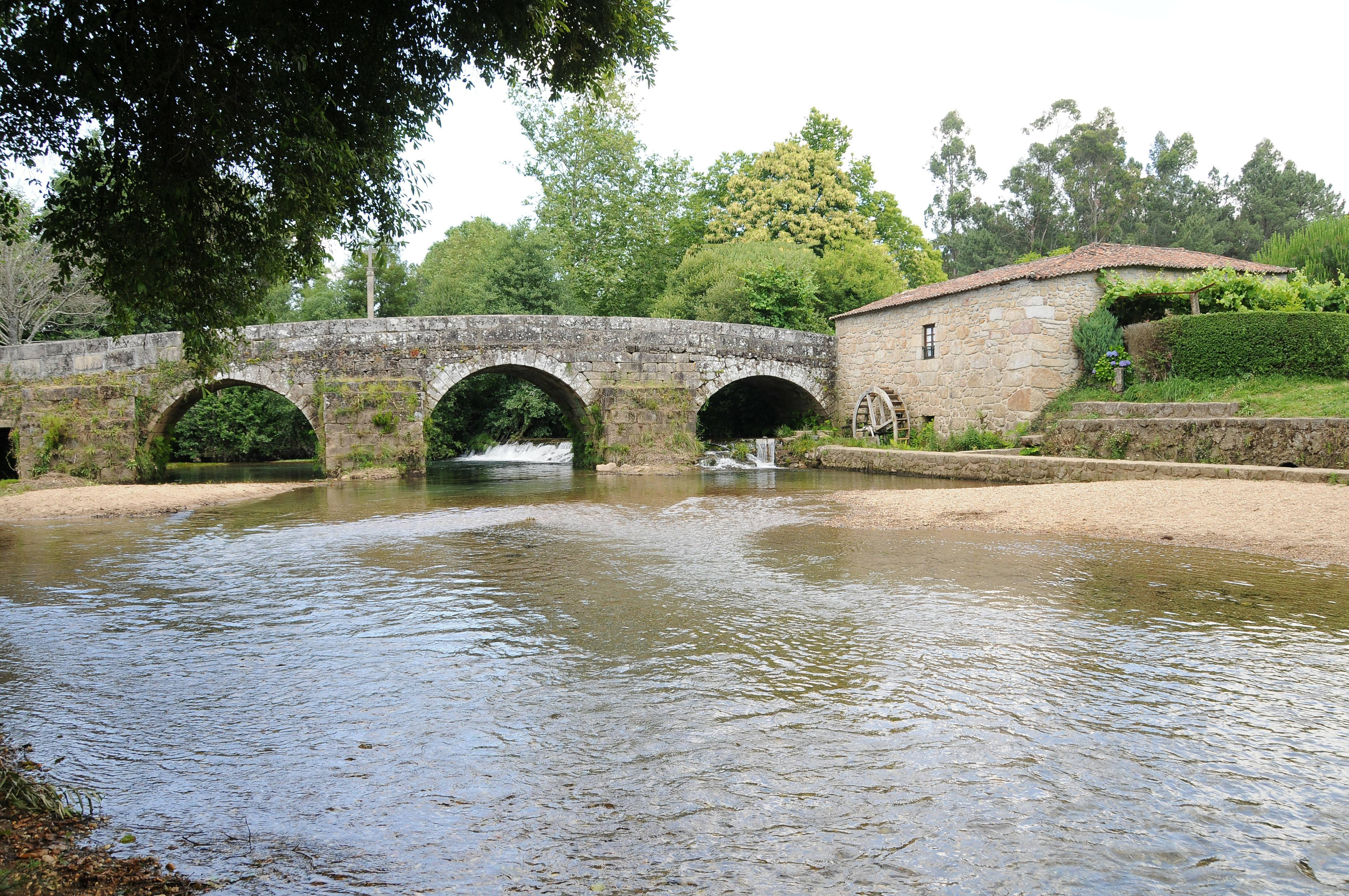
Ponte de Estorãos.

- Castro do Formigoso, ruínas na Bouça do Monte do Crasto